# Brut réactionnel
En chimie, on nomme brut réactionnel le mélange de composés obtenu pendant ou à la fin d'une réaction chimique. Lorsque l'on parle de brut réactionnel en fin de réaction, ceci peut désigner le mélange avant ou après l'évaporation du solvant, de la même façon que l'on parle de pétrole brut lorsqu'il sort d'un puits de forage.